# Huw Nightingale
Huw Nightingale (ur. 12 listopada 2001) – brytyjski snowboardzista specjalizujący się w snowboardcrossie, mistrz świata, olimpijczyk z Pekinu 2022.

## Udział w zawodach międzynarodowych
| Impreza                     | Rok  | Gospodarz   | snowboardcross indywidualnie | snowboardcross drużynowo |
| --------------------------- | ---- | ----------- | ---------------------------- | ------------------------ |
| Igrzyska olimpijskie        | 2022 | Pekin       | 30                           | 6                        |
| Mistrzostwa świata          | 2023 | Bakuriani   | 33                           | 01 !                     |
| Mistrzostwa świata juniorów | 2018 | Cardrona    | 42                           | —                        |
| Mistrzostwa świata juniorów | 2019 | Reiteralm   | 31                           | —                        |
| Mistrzostwa świata juniorów | 2021 | Krasnojarsk | 4                            | —                        |